# تیپ ۱۸۵ اشتورم‌گشوتس
تیپ ۱۸۵ اشتورم‌گشوتس (به آلمانی: Sturmgeschütz-Brigade 185) در ابتدا با عنوان گردان ۱۸۵ توپخانه تهاجمی (به آلمانی: Sturmartillerie-Abteilung 185) و گردان ۱۸۵ اشتورم‌گشوتس (به آلمانی: Sturmgeschütz-Abteilung 185)، یکی از تیپ‌های توپ‌های تهاجمی اشتورم‌گشوتس نیروی زمینی آلمان در دوره رایش سوم بود که در جریان جنگ جهانی دوم به عملیات پرداخت.

## تشکیل و تاریخچه عملیاتی
این یگان ابتدا تحت عنوان «گردان ۱۸۵ توپخانه تهاجمی»، متشکل از سه آتشبار در روز ۱۰ اوت سال ۱۹۴۰ در یوتربوگ در منطقه نظامی شماره ۳ تشکیل شد. اوایل ماه نوامبر همان سال به پروس شرقی منتقل و در براونسبرگ و هایلیگنبایل مستقر شد. آموزش نیروهای یگان در منطقه آموزش نظامی اشتابلاک به اتمام رسید. این یگان روز ۱ ژانویه سال ۱۹۴۱ تحت امر سپاه ۱ از ارتش هجدهم در گروه ارتش ب قرار گرفت. گردان روز ۷ فوریه سازمان‌دهی مجدد شد و به «گردان ۱۸۵ اشتورم‌گشوتس» تغییر عنوان داد.
این گردان از ماه مه شروع به حرکت تدریجی به سمت مرز شوروی کرد و روز ۲۰ ژوئن در هایدکروگ مستقر گردید. این یگان از روز ۲۲ ماه ژوئن سال ۱۹۴۱ با آغاز تهاجم آلمان به شوروی تا پایان جنگ در ماه مه سال ۱۹۴۵ در جبهه شرقی جنگ جهانی دوم به نبرد پرداخت. آتشبار ۳ این گردان با هفت اشتوگ ۳ و پنج اشتوه ۴۲ در جریان نبرد ولیکیه لوکی در ماه نوامبر سال ۱۹۴۲ بخشی از لشکر هشتاد و سوم پیاده‌نظام در گروه شوالری از گروه ارتش مرکز بود. اواخر همین ماه دو آتش‌بار ۱ و ۲ گردان نیز به عنوان نیروی کمکی از طرف ارتش یازدهم اریش فون مانشتاین از لشکر دویست و نود و یکم پیاده‌نظام با سیزده اشتوگ ۳ و چهار اشتوه ۴۲ جهت مقابله با تهاجم دشمن به این ناحیه اعزام شدند. این گردان در قالب لشکر دویست و شانزدهم پیاده‌نظام از سپاه ۲۳ از ارتش نهم والتر مدل در ناحیه برآمدگی اوریول در ماه ژوئیه سال ۱۹۴۳ در قسمت شمالی در نبرد کورسک مشارکت نمود. در جریان نبرد دوم اسمولنسک، گردان ۱۸۵ اشتورم‌گشوتس به دستور سپهبد گتهارت هاینریکی، فرمانده سپاه ۳۹ زرهی میانه ماه سپتامبر سال ۱۹۴۳ به منظور تقویت لشکر هجدهم زرهی به شرق یارتسفو در شرق اسمولنسک فرستاده شد. این یگان تحت عنوان «تیپ ۱۸۵ اشتورم‌گشوتس»، ماه ژوئیه سال ۱۹۴۴ همچنان بخشی از سپاه ۳۹ زرهی در گروه ارتش مرکز بود. کمتر از یک ماه بعد عنوان آن به «تیپ ۱۸۵ اشتورم‌گشوتس نیروی زمینی» تغییر یافت. این یگاه روز ۱۰ اوت سال ۱۹۴۴ هفده اشتوگ ۳ و پنج اشتوه ۴۲ عملیاتی در اختیار داشت. ماه اکتبر سال ۱۹۴۴ این یگان به عنوان بخشی از سپاه ۲۰ در حال عقب‌نشینی به سمت پروس شرقی بود. اوایل سال ۱۹۴۵ این یگان حداقل یک تانک تی-۳۴ به عنوان خودروی بازیابی در اختیار داشت. بقایای تیپ ماه مه سال ۱۹۴۵ در روزنبرگ در مجاورت رود ویستولا بودند و در نهایت به اسارت نیروهای ارتش سرخ درآمدند.

## فرماندهان
(تاریخ انتصاب)
- ۱۰ اوت ۱۹۴۰: سرگرد فریدریش لیکفلت
- ۱۷ اوت ۱۹۴۲: سروان هورست کرافت
- ابتدای ۱۹۴۳: سرگرد گریفل
- تابستان ۱۹۴۳ سه فرمانده آتش‌بار در کنار یکدیگر شامل گرلینگ، تویتمایر و ویکلمایر
- پاییز ۱۹۴۳: سرگرد فریتس گلوسنر
- اواخر پاییز ۱۹۴۴: سروان ارنست آگوست تویمایر

## دریافت کنندگان نشان صلیب شوالیه
فهرست زیر شامل افرادی از این یگان است که نشان صلیب شوالیه صلیب آهنین را دریافت کرده‌اند:
- ستوان یکم گوتفریت گایسلر: فرمانده آتشبار ۳ : ۲۱ اوت ۱۹۴۱، برای اقدامات جسورانه در نبرد بر سر ریگا[۷]